# Канал 12
«Канал 12» — российский региональный телевизионный канал, вещающий с 29 декабря 1991 года на город Череповец и некоторые районы Вологодской области.

## История Канала 12
Информационная служба была создана 29 декабря 1991 года. Первые выпуски новостей готовились в маленькой студии 3 на 4 метра.
В первое время у канала не было сетевых партнёров. Позже сетевым партнёром канала становится ТВ-6. После его закрытия, в 2002 году, началось сотрудничество с СТС.
В апреле 2007 года редакторы Канала 12 Светлана Злобина  и  корреспондент Елена Некипелова подписали письмо Президенту РФ (Владимиру Путину) о защите АНО «Интерньюс». В этом же месяце главный редактор Канала 12 Полина Виленская высказалась о новом формате работы Гордумы в отношении СМИ. Суть сводилась к тому, что во избежание нежелательных публикаций журналисты не допускались на заседания думы Череповца: «Пугает новая тенденция в работе с властью. Ощущение, что всем хочется суперлояльности от СМИ. Если уж депутаты требуют на вычитку тексты, ну, дальше падать уже некуда».
11 февраля 2008 года канал отказался от услуг сетевого партнёра и перешёл на самостоятельное программирование. В результате часть контента телеканал был вынужден начать закупать. Тогда руководство канала объясняло свой смелый, для городского канала, шаг в том числе и скорым переходом к цифровому телевидению.

Через три-четыре года Россия перейдет на цифровое телевидение. Это означает, что в эфире появится гораздо больше каналов: по разным оценкам, от 50 до 100 каналов зрители смогут смотреть через обычное эфирное телевидение. Соответственно, московские сетевые станции просто перестанут нуждаться в региональных партнёрах. Они станут просто невыгодны, поскольку претендуют на часть рекламного времени, вставляют собственные программы в их проекты, что «сетевикам» невыгодно, даже если у региональных программ рейтинги выше и в значительной степени «тянут» федеральный сетевой канал. С появлением цифрового телевидения, когда московские каналы получат возможность «прямого доступа» к зрителям, многие местные телевещатели могут попросту «умереть».
— Генеральный директор Канала 12 Алексей Канаев
В октябре 2008 года телеканал провёл свой первый ребрендинг.
В июне 2009 года информационная служба Канала 12 была объединена с информационной службой ТК «Провинцией». Это произошло в результате создания ООО «Медиа-центра». Таким образом, если раньше каждый канал ежедневно готовил собственный вечерний выпуск новостей, то теперь право на подготовку новостей осталось за Каналом 12. При этом было увеличено число выпусков новостей в течение дня с одного до двух. Кроме этого на Провинции-СТС дублировались повторы уже подготовленных выпусков Каналом 12. Зрители могли заметить усиление темы жизни Вологодской области, а не как прежде только г. Череповца, в новостных материалах.

Обмен информацией между Череповцом и Вологдой станет активнее — это уже теперь заметно и оценивается положительно нашими телезрителями. Рекламная служба «Семёрки» войдет в состав общего рекламного агентства, что, безусловно, обеспечит нашим рекламодателям выход на рынок Вологды. У вологжан, соответственно, также появляются новые возможности роста.
— Председатель Совета директоров ООО «Медиа-центр» Олег Корягин
В январе 2012 года сообщалось, что в ближайшем будущем на Канале 12 будет готовиться ежедневно выпуск «Мировые новости». Хронометраж программы: 10 минут. При этом отмечалось, что видеоряд будет поставлять компания «Арт-медиа холдинг». Таким образом, редакция планировала обойти вариант использования видеозаписей других телеканалов или роликов из Интернета.
С 11 апреля 2017 года телеканал вещает формате 16:9 (SDTV).
24 ноября 2021 года на заседании Федеральной конкурсной комиссии по телерадиовещанию телеканалу присвоен статус обязательного общедоступного муниципального канала. В настоящее время вещание распространяется на 22 кнопке во всех кабельных сетях Череповца.
С 1 июля 2022 года телеканал начал сотрудничество с поставщиком контента «STP Media», отказавшись от многолетнего сотрудничества с Национальным Телевизионным Синдикатом (НТС).

## Сотрудники
- С 1997 года по 2009 год генеральным директором Канала 12 является Алексей Канаев. Пост главного редактора телеканала в это же период занимала его жена Полина Виленская.
- В 2009 году при создании «Медиа-центр» директором дирекции информации назначена бывший зам. главного редактора Канала 12 Ирина Толовикова.
- В 2011 году на оператора Канала 12 Анатолия Холина было совершено нападение. Грабители украли мобильный телефон и деньги. А сам оператор в итоге был доставлен с сотрясением мозга и переломом носа в больницу[12].

Корреспонденты телеканала повышают квалификацию, обучаясь в школе региональной журналистики Интерньюс (в настоящее время закрыта), школе телевизионного мастерства Владимира Познера, Региональном центре «Практика» Нины Зверевой, а также стажировались на НТВ и Первом канале.

## 20-летие Канала 12
К своему юбилею в декабре 2011 года Канал 12 организовал выставку в одном из крупнейших торговых центров Череповца. На ней были выставлены фотографии разных лет, награды, камеры, а также старые декорации для программ. Кроме этого на выставке были показаны передачи разных лет.
Одновременно с этим Канал 12 запустил конкурс на лучших ведущих, которым мог стать любой. Голосование за кандидатов было организовано на сайте Медиа-центра. В результате победителями стали юные жители Череповца — Александр Перченко и Диана Сверчкова. Им была предоставлена возможность попробовать себя в роли ведущих во время прямого эфира в телемарафоне, который был посвящён 20-летию Канала 12.